# Anomala concavifronta
Anomala concavifronta är en skalbaggsart som beskrevs av Lin 1999. Anomala concavifronta ingår i släktet Anomala och familjen Rutelidae. Inga underarter finns listade i Catalogue of Life.